# Tangai
Tangai is een bestuurslaag in het regentschap Ogan Ilir van de provincie Zuid-Sumatra, Indonesië. Tangai telt 737 inwoners (volkstelling 2010).